# Chicago 16
| 전문가 평가 | 전문가 평가 |
| 평가 점수   | 평가 점수   |
| 출처        | 점수        |
| ----------- | ----------- |
| AllMusic    | [ 1 ]       |

《Chicago 16》은 1982년 6월 7일에 발매된 미국의 록 밴드 시카고의 열세 번째 스튜디오 음반이다. 이 음반은 1978년 《Hot Streets》 이후 플래티넘을 기록한 첫 음반이었고, 빌보드 200의 10위 안에 들었고, 미국에서 두 번째 1위 싱글인 〈Hard to Say I'm Sorry〉를 프로듀싱을 했기 때문에 그들의 "복귀" 음반으로 여겨진다. 이 음반은 발매 두 달 뒤인 1982년 8월, 미국 음반 산업 협회로부터 골드를, 발매 6개월 만인 1982년 12월, 플래티넘을 인증받았다. 〈Hard to Say I'm Sorry〉라는 곡은 보컬과 함께 듀오나 그룹이 최우수 팝 퍼포먼스 그래미 어워드 후보에 올랐다.
《Chicago 16》은 새로운 레이블 워너 브라더스 레코드와 10년 동안 함께 작업한 첫 번째 음반이다. 데이비드 포스터가 그들의 복귀의 "열쇠"로 불렸던 밴드의 첫 프로젝트이다. 그들의 첫 번째 음반으로 그룹 외 작곡가들에 의해 독점적으로 수록되었다. 그리고 그것은 또한 《Chicago VII》(1974년) 이후 첫 번째 음반이기도 하다. 밴드 멤버로 로디르 드 올리베이라가 참여한다. 이 음반은 또한 다른 스튜디오 음반들이 1년에 한 번씩 발매되기 때문에 전년에 이어 2년 만에 발매되는 스튜디오 음반이기도 하다.

## 배경
이 밴드는 손스 오브 챔플린 창립자 빌 챔플린을 키보디스트이자 가수로 영입했다. 이 그룹은 또한 《Chicago XIV》 세션의 크리스 피닉을 유지했다. 이 밴드의 매니저인 제프 월드를 통해, 그리고 대니 세라파인의 제안으로 프로듀서 데이비드 포스터는 이 밴드와 접촉할 것이다.
라이노 리마스터에는 〈What You're Missing〉과 〈Love Me Tomorrow〉의 정식 버전은 포함되어 있지 않다. 전자는 싱글 편집으로 대체되었고, 후자는 거의 마지막에 한 조각이 제거되었다. 하지만 이 음반에는 보너스 트랙으로 〈Daddy's Favorite Fool〉라고 불리는 빌 챔플린 데모가 포함되어 있다. 이후 2010년 해외 발매(2015년부터 스튜디오 음반 세트 1979년~2008년 박스 세트에 포함)에는 〈Daddy's Favorite Fool〉뿐만 아니라 〈Hard To Say I'm Sorry〉, 〈What You's Missing〉, 〈Love Me Tomorrow〉의 싱글 버전 보너스 트랙이 추가 수록돼 원곡이 복원됐다.
오리지널 영국 LP 발매에는 이 음반의 후속 발매와는 달리 〈What Can I Say〉 전에 〈Rescue You〉가 수록되어 있다.

## 곡 목록
| #  | 제목                                 | 작사·작곡                                                                   | 리드 보컬         | 재생 시간 |
| -- | ------------------------------------ | --------------------------------------------------------------------------- | ----------------- | --------- |
| 1. | 〈What You're Missing〉              | 제이 그루스카, 조지프 윌리엄스                                              | 피터 세테라       | 4:10      |
| 2. | 〈Waiting for You to Decide〉        | 데이비드 포스터, 스티브 루카서, 데이비드 페이치                             | 세테라, 빌 챔플린 | 4:06      |
| 3. | 〈Bad Advice〉                       | 세트라, 포스터, 제임스 판코우                                               | 챔플린, 세테라    | 2:58      |
| 4. | 〈Chains〉                           | 이언 토머스                                                                 | 세테라            | 3:22      |
| 5. | 〈Hard to Say I'm Sorry / Get Away〉 | Hard to Say I'm Sorry (세테라, 포스터) Get Away (세테라, 포스터, 로버트 램) | 세테라            | 5:08      |

| #   | 제목                  | 작사·작곡           | 리드 보컬      | 재생 시간 |
| --- | --------------------- | ------------------- | -------------- | --------- |
| 6.  | 〈Follow Me〉         | 포스터, 판코우      | 챔플린         | 4:53      |
| 7.  | 〈Sonny Think Twice〉 | 챔플린, 대니 세라핀 | 챔플린, 세테라 | 4:01      |
| 8.  | 〈What Can I Say〉    | 포스터, 판코우      | 세테라         | 3:49      |
| 9.  | 〈Rescue You〉        | 세테라, 포스터      | 세테라         | 3:57      |
| 10. | 〈Love Me Tomorrow〉  | 세테라, 포스터      | 세테라         | 5:06      |

| #   | 제목                      | 작사·작곡 | 리드 보컬 | 재생 시간 |
| --- | ------------------------- | --------- | --------- | --------- |
| 11. | 〈Daddy's Favorite Fool〉 | 챔플린    | 챔플린    | 3:52      |

## 인증
| 국가                                                  | 인증     | 판매량/출하량 |
| ----------------------------------------------------- | -------- | ------------- |
| 오스트레일리아 (ARIA)                                 | 골드     | 20,000^       |
| 캐나다 (뮤직 캐나다)                                  | 골드     | 50,000^       |
| 독일 (BVMI)                                           | 골드     | 250,000^      |
| 홍콩 (IFPI 홍콩)                                      | 골드     | 10,000*       |
| 이탈리아 (FIMI)                                       | 골드     | 100,000       |
| 미국 (RIAA)                                           | 플래티넘 | 1,000,000^    |
| *판매량을 기반으로 한 인증 ^출하량을 기반으로 한 인증 |          |               |